# Милан Асадуров
Милан Асадуров е български писател, книгоиздател и преводач на научна фантастика.
През 1979 създава и става първият отговорен редактор на фантастичната Поредица „Библиотека Галактика“. Превежда няколко книги на Братя Стругацки („Пикник край пътя“, „Бръмбар в мравуняка“, „Вълните усмиряват вятъра“, „Времето на дъжда“, „Обреченият град“, „Приказка за Тройката“).
Редактор е на алманаха „Фар“ и на научно-популярната поредица на варненското издателство „Нептун“, където издава книги на Тур Хейердал, Жак-Ив Кусто.
През 1982 г. заедно с фотографа Ангел Златанов пътешества от Крапец до Ахтопол и написва цикъла от 12 статии за историята на „Фаровете по българския черноморски бряг“. Бил е главен редактор на списание „Корабостроене и корабоплаване“ и директор на издателските къщи „Галактика“ и „Сталкер“.
От края на 90-те години публикува фантастичната трилогия „Истории за Нищото“, превежда Даниил Хармс („Случки“) и Лев Гумильов („Етногенезисът и биосферата на Земята“).
Редактор е на първия и единствен фотоалбум за растителния и животинския свят в Черно море, дело на подводния фотограф Любомир Клисуров – „Черно море под водата“ (2008).
В края на 2011 г. издава в 61 номерирани и 40 „незаконни“ екземпляра автобиографичната книга „e-book“ През 2013 г. излиза „Който следва Пътя“ – петата книга от „Истории за Нищото“.
Резултатите от 33-годишите си изследвания на историята на фаровете публикува в 2014 г. в книгата „Фаровете в Стария свят от древността до наши дни“.